# Forcipomyia tuthilli
Forcipomyia tuthilli är en tvåvingeart som beskrevs av Tokunaga 1959. Forcipomyia tuthilli ingår i släktet Forcipomyia och familjen svidknott. Inga underarter finns listade i Catalogue of Life.